# John Heathcoat
John Heathcoat (1783-1861) est un inventeur et homme politique britannique.

## Biographie[1]
Né à Duffield dans le Derbyshire, de Francis et Elizabeth Heathcoat, fermiers. Peu de temps après la naissance de John, son père perd la vue, contraignant la famille à vendre la ferme. Avec l'argent, ils achètent des métiers à tisser qu'ils louent à des ouvriers pour s'assurer un revenu. À sa sortie de l'école, John Heathcoat entre comme apprenti chez un fabricant de métiers à tisser de la région de Loughborough. Il apporte rapidement des améliorations au métier à tisser lui permettant de produire du tulle semblable à de la dentelle au fuseau. Il s'installe ensuite à Nottingham, où il épouse Ann Caldwell et rachète l'affaire de Leonard Elliot pour qui il travaillait. C'est là, en 1808, qu'il construit une machine capable de produire une parfaite réplique de guipure : le métier bobin (bobbinet en anglais). Cette invention était, de loin, l'appareil textile le plus cher et complexe existant jusque-là. Dans le récit de son processus d'invention, Heathcoat précisera, en 1836, « la seule difficulté d'obtenir une torsion des fils diagonaux fut si grande que, si c'était à refaire, je n'y parviendrai probablement pas. »
Peu de temps avant de perfectionner son invention (brevetée en 1809), John Heathcoat retourne à Loughborough où il s'associe avec Charles Lacy, un fabricant de Nottingham. En 1816, leur usine est attaquée par d'anciens Luddistes, détruisant les 55 métiers et brûlant l'intégralité des stocks. Les dégâts sont alors évalués à 10 000 £ ; mais comme Heathcoat refusera de réinvestir cet argent dans le comté de Leicester, il n'en sera jamais remboursé.
Pour fuir les attaques, John Heathcoat achète à une fabrique inoccupé de laine à Tiverton (Devonshire) et pour éviter que l'incident de Loughborough ne se reproduise, il demande au maire de Tiverton sa protection : « J'ai la grande appréhension qu'une nouvelle attaque est imminente. En fait je crois que la cause réelle de ce mal est principalement, sinon complètement, liée à mon arrivée ici. Je sais, de source sûre, que les fabricants de dentelles de Nottingham ont juré ma perte. » Malgré les pertes subies et les menaces, John Heathcoat continue à construire de nouvelles machines, plus perfectionnées, qu'il installe dans sa nouvelle usine de Tiverton, les propulsant à l'énergie hydraulique puis grâce à la vapeur, il en aura jusqu'à 300. En 1833, on lui propose 10 000 £ pour l'utilisation de ses inventions dans l'habillement, mais Heathcoat préfèrera ne pas divulguer son secret.
Il se retire des affaires en 1843 et meurt le 18 janvier 1861 à la Bolham House, près de Tiverton, léguant sa société à son fils. La société John Heathcoat & Co Ldt continue, aujourd'hui encore, sa production à Tiverton.

## Autres inventions
John Heathcoat sera aussi à l'origine d'un processus amélioré pour extraire et purifier le sel et d'une machine à vapeur pour le labourage (1832).

## Carrière politique
En 1832, Heathcoat est élu député de Tiverton et, bien que peu bavard à la Chambre des communes, il est régulièrement engagé dans des commissions parlementaires où sa connaissance minutieuse des affaires est très appréciée. Il conservera son siège jusqu'en 1859.

## Sources et documentation